# Payback (2020)
Payback (2020) — шестое в истории шоу Payback, PPV-шоу производства американского рестлинг-промоушна WWE. Оно состоялось 30 августа 2020 года в Amway Center в Орландо, Флорида, США.

## Производство

### Предыстория
Payback-это PPV, созданное WWE в 2013 году. Шоу проводилось ежегодно с 2013—2017 годов, причем мероприятие 2017 года было последним до тех пор, пока оно не вернулось в 2020 году. Payback 2020 года стало шестым событием в своей хронологии и включало в себя рестлеров из брендов Raw и SmackDown.

#### Последствия пандемии COVID-19
Из-за пандемии COVID-19 WWE проводила большую часть своих ППВ в Подготовительном Центре WWE в Орландо, штат Флорида, с середины марта 2020 года без присутствия фанатов, хотя в конце мая промоушен начал использовать стажеров Подготовительного Центра в качестве живой аудитории, которая была дополнительно расширена до друзей и членов семьи рестлеров в середине июня. 17 августа было официально объявлено, что SummerSlam будет проходить в Эмвей-центре, более крупного объекта, расположенного в Орландо. Делая SummerSlam первым крупным событием WWE, которое будет проходить за пределами Подготовительного Центра с марта 2020 года. WWE также заключила соглашение с Эмвей-центром, в соответствии с которым все будущие трансляции «в обозримом будущем» Raw, SmackDown и PPV будут проводиться на площадке. Наряду с этим переездом WWE сотрудничала с компанией Fan experience с полным спектром услуг The Famous Group, чтобы обеспечить «виртуальный фанатский опыт», получивший название «ThunderDome», который впервые показан на эпизоде SmackDown от 21 августа. Дроны, лазеры, пиротехника, дым и проекции будут использоваться для того, чтобы сделать выходы рестлеров «лучше, чем на Рестлмании», по словам исполнительного вице-президента WWE по телевизионному производству Кевина Данна, который далее отметил, что «теперь мы можем делать то, что никогда не могли бы сделать иначе». Они также установили почти 1000 светодиодных досок в Эмвей-центре, чтобы обеспечить ряды и ряды виртуальных вентиляторов, которые могут зарегистрироваться на бесплатное виртуальное место. Звук арены также будет смешан с звуком виртуальных фанатов, чтобы можно было услышать песнопения фанатов.

### Сюжетные линии
Шоу состояло из восьми матчей, в том числе одного на пре-шоу Кикофф. Поединки происходили из сценарных сюжетных линий, где рестлеры изображали героев, злодеев или менее различимых персонажей в сценарных линих, которые создавали напряжение и завершались реслинг матчей или серией матчей. Результаты были предопределены сценаристами WWE на бренды Raw и SmackDown, как и сюжетные линии созданные на еженедельных телевизионных шоу WWE, Monday Night Raw и Friday Night SmackDown.
14 августа на эпизоде SmackDown стало известно, что Бейли и Саша Бэнкс будут защищать свои Женские командные чемпионства WWE на Payback. Их противники были известны на эпизоде Raw от 24 августа; команда в лице Наи Джакс и Шейны Басзлер.
На Саммерсламе «Изверг» Брэй Уайатт победил Брауна Строумана, выиграв второй раз Вселенское Чемпионство. После матча и после пятимесячного перерыва вернулся Роман Рейнс и злобно напал на Изверга и Строумана. На эпизоде Raw от 24 августа было объявлено, что Изверг будет защищать титул против Строумана и Рейнса в матче тройной угрозой без ограничений на Payback. В тот пятничный SmackDown председатель и генеральный директор WWE Винс МакМахон поручил продюсеру Адаму Пирсу подписать контракт на матч до конца вечера. После того, как Уайатт и Строуман подписали контракт, он наконец нашел Рейнса, который присоединился к Полу Хейману и подтвердил, что он будет выступать на Payback и выиграет матч, но контракт не подписывал.
На эпизоде Raw от 24 августа, после нападения Рэнди Ортона на чемпиона WWE Дрю МакИнтайра с двумя пант-кикам, который проиграл Макинтайру на Саммерсламе, хотел еще один матч-реванш за титул, но его прервал Кит Ли, который дебютировал на Raw. От имени Макинтайра Ли вызвал Ортона на поединок, но тот отказался. Однако позже они подрались друг с другом, и Ортон выиграл по дисквалификации после того, как Макинтайр напал на него. Позже Ортон атаковал Макинтайра за кулисами с третьем пант-киком, убив Макинтайра. Впоследствии чего матч-реванш между Ли и Ортоном анонсирован на Payback.
На Саммерсламе Сет Роллинс (которого сопровождал его ученик Мерфи) победил Доминика Мистерио (которого сопровождал его отец Рей Мистерио) в уличной драке. На следующий вечер на Raw Рей Мистерио и Доминик победили Роллинса и Мерфи по дисквалификации, когда Возмездие атаковала Мистерио и его сына. Матч-реванш между двумя командами был запланирован на Payback.
На Саммерсламе, Аполло Крюс победил MVP, защитив чемпионство США.Вечером на Raw Крюс должен был защищать титул против партнера группировки MVP The Hurt Business Бобби Лэшли на Payback. Также во время этого Raw у Крюса и Лэшли был матч по армрестлингу, который Крюс выиграл после того, как сделал дешевый трюк на Лэшли, топнув его ногу.

## Результаты
| №                                                    | Матч                                                                                   | Тип матча                                                    | Время | Оценки Дейва Мельтцера |
| ---------------------------------------------------- | -------------------------------------------------------------------------------------- | ------------------------------------------------------------ | ----- | ---------------------- |
| 1                                                    | The Riott Squad (Руби Райотт и Лив Морган) победила IIconics (Билли Кей и Пейтон Ройс) | Командный матч                                               | 9:00  | 1.5 звезды             |
| 2                                                    | Бобби Лэшли (с MVP и Шелтоном Бенджамином) победил Аполло Крюса (c) по болевому        | Титульный матч за Чемпионство CША                            | 9:30  | 2.75 звезды            |
| 3                                                    | Биг И победил Шеймуса                                                                  | Одиночный матч                                               | 12:20 | 3.25 звезды            |
| 4                                                    | Мэтт Риддл победил Короля Корбина                                                      | Одиночный матч                                               | 10:55 | 2.75 звезды            |
| 5                                                    | Шейна Басзлер и Ная Джакс победили Бейли и Сашу Бэнкс (с) по болевому                  | Титульный матч за Командное чемпионство WWE среди женщин     | 10:20 | 3.00 звезды            |
| 6                                                    | Кит Ли победил Рэнди Ортона                                                            | Одиночный матч                                               | 6:40  | 2.25 звезды            |
| 7                                                    | Доменик Мистерио и Рей Мистерио победили Сета Роллинса и Мерфи                         | Командный матч                                               | 16:00 | 3.5 звезды             |
| 8                                                    | Роман Рейнс (с Полом Хейманом) победил «Изверга» Брэя Уайатта (С) и Брауна Строумана   | Матч без правил тройной угрозы за Вселенское Чемпионство WWE | 12:46 | 2.75 звезды            |
| (с) — чемпион на момент поединка P — матч на пре-шоу |                                                                                        |                                                              |       |                        |